# Фонд допомоги «MusiCares COVID-19»
Фонд допомоги MusiCares COVID-19 — це благодійна ініціатива, спрямованою на надання фінансової та інших форм допомоги музикантам і професіоналам музичної індустрії, які постраждали внаслідок пандемії COVID-19. Ініціатива була заснована MusiCares, некомерційною організацією, яка була заснована в 1989 році Академією звукозапису, організацією, що стоїть за нагородою Греммі.

## Передумови
Пандемія COVID-19 мала значний вплив на музичну індустрію внаслідок закриття концертних майданчиків, скасування турів і втрату доходу для багатьох працівників музичної індустрії. У березні 2020 року компанія MusiCares розпочала свою роботу з надання допомоги тим, хто її потребує. Центральною програмою став Фонд допомоги «MusiCares COVID-19», який був заснований із внесення 1 мільйона доларів від MusiCares і 1 мільйона доларів від Академією звукозапису. «MusiCares» отримала додаткові пожертви від організацій і окремих осіб у музичній індустрії та за її межами, та розподілила 37,5 мільйонів доларів США, обслуговуючи 47228 клієнтів у період з березня 2020 року по липень 2022 року, після чого завершила свою роботу з надання допомоги під час пандемії COVID-19.

## Мета
Метою зусиль «MusiCares» щодо допомоги COVID-19 було надання фінансової допомоги музикантам і працівникам музичної індустрії, які втратили дохід через пандемію. Ініціатива також мала на меті надання інших форм допомоги, наприклад медичної та психічної підтримки, а також підвищення обізнаності про вплив пандемії на музичну індустрію.

## Діяльність
Допомога «MusiCares» у боротьбі з COVID-19 надала різноманітну допомогу музикантам і професіоналам музичної індустрії, зокрема: 
- Фінансова допомога: «MusiCares» розподілив понад 24 мільйони доларів прямих екстрених фінансових грантів музикантам і професіоналам музичної індустрії, які втратили дохід через пандемію. Дотації були використані для покриття основних витрат на життя.
- Медична допомога: «MusiCares» співпрацює з постачальниками медичних послуг, щоб пропонувати безкоштовні медичні консультації працівникам, які не застраховані або недостатньо застраховані. Організація також надала допомогу з оплатою медичних рахунків і витратами на ліки, що відпускаються за рецептом.
- Підтримка психічного здоров'я: «MusiCares» проводив консультації та групи підтримки для музикантів і працівників музичної індустрії, які відчували тривогу, депресію, зловживали психоактивними речовинами, або мали інші проблеми психічного здоров'я через пандемію.[8]
- Підвищення обізнаності: «MusiCares» співпрацювала з іншими організаціями, щоб підвищити обізнаність про вплив пандемії на музичну індустрію. Організація також запустила кампанію в соціальних мережах, використовуючи хештег #MusiCaresForUs, щоб заохотити людей підтримати ініціативу.

## Фінансування
Допомога MusiCares у боротьбі з COVID-19 фінансується за рахунок пожертвувань окремих осіб і організацій, а також через партнерство з корпоративними спонсорами. Організація отримала підтримку від низки музикантів та організацій:
| - Alice in Chains - Аліша Кіз - All American Rejects - Аманда Шайр - Енді Берд - Ешлі Макбрайд - Black Pumas - Боб Вейр - Бренді Карлайл - Каміла Кабелло - Кріс Степлтон - Dead & Company - Deadmau5 - Dirty Projectors - Доллі Партон - Father John Misty - Finneas | - Foo Fighters - Frank Zappa Trust - Гарт Брукс - Грета Ван Фліт - Guns N’ Roses - H.E.R. - Hanson - Джейсон Ісбелл - Jerry Garcia Foundation - Jewel - Джон Легенд - Джон Майєр - John Prine Estate - Jojo - Джош Гробан - Кеті Перрі - Кенні Роджерс | - Lady A - Леді Гага - Леон Бріджес - Люк Комбс - Менді Мур - Марго Прайс - Marshmello - Натаніел Рателіфф - Naughty By Nature - One Republic - PJ Morton - Рінго Старр - Рита Вілсон - Сара Брайтман - Скотті Маккрірі - Селена Гомес - Скіп Марлі | - Slash - Sleater-Kinney - Софі Таккер - St. Vincent - Стів Аокі - Стіві Нікс - STYX - Sublime - Тейлор Свіфт - Тедеші Тракс - The Lumineers - The Weeknd - Томас Ретт - Trans-Siberian Orchestra - Yola - Yoshiki - Zac Brown Band |

Організації:
- Amazon Music
- ASCAP
- BMI
- City of Austin
- Country Music Association
- Elma Philanthropies
- Jerry Perenchio Foundation
- Meta
- SESAC
- SONY Music Group
- Spotify[13]
- The Recording Academy
- Tides Foundation
- TikTok Inc.
- Universal Music Group
- Vivid Seats LLC
- Warner Music Group